# S-Markt & Mehrwert
Die S-Markt & Mehrwert GmbH & Co. KG ist ein Dienstleistungsunternehmen mit Hauptsitz in Halle (Saale) und Düsseldorf und ist Teil der Sparkassen-Finanzgruppe. Das Unternehmen entstand durch einen Zusammenschluss der MehrWert Servicegesellschaft mbH (MWSG), der S Direkt-Marketing GmbH & Co. KG (S Direkt) sowie der S-IMK Institut für Marketing & Kundenbindung GmbH (S-IMK). Als Agentur bietet das Unternehmen Dienstleistungen für telefonisches und elektronisches Kundenkontaktmanagement, New Media Services sowie Marketing Consulting an.

## Geschichte
Die S Direkt wurde am 19. März 1996 gegründet und expandierte nach 2004 in Laatzen, Kaiserslautern und Karlsruhe, konzentrierte sich ab 2014 jedoch ausschließlich auf die Standorte Halle und Kaiserslautern.
In den Jahren 2016 und 2018 wurde die S Direkt von der Industrie- und Handelskammer Halle-Dessau als 'Top-Ausbildungsbetrieb' ausgezeichnet.
Am 30. November 2018 fusionierte die im Jahr 2008 in Düsseldorf gegründete MehrWert Servicegesellschaft mit S Direkt offiziell zu S-Markt & Mehrwert. Seit dieser Fusion gibt es neben den Hauptsitzen in Halle (Saale) und Düsseldorf noch acht weitere Standorte, darunter zweimal in Berlin, in Hamburg, in Münster, in Elsdorf, in Kaiserslautern, Schwerin und in Stuttgart.